# غويلرمو سواريز
غويلرمو سواريز (بالإسبانية: Guillermo Suárez)‏ (9 يونيو 1985 في الأرجنتين - ) هو لاعب كرة قدم أرجنتيني في مركزي الوسط والهجوم. لعب مع أرجنتينوس جونيورز وتيغري وديبورتيفو آرمينيو ونادي أنتر زابرشيتش ونادي أوهيجينس ونادي دينامو زغرب وديبورتيفو مورون ‏ ونادي كوكيمبو أونيدو ونادي كوبريسال وClub Rivadavia ‏ وسان مارتين دي سان خوان.

## وصلات خارجية
- غويلرمو سواريز على موقع قاعدة بيانات كرة القدم.إي يو (الإنجليزية)